# Oblast Autônomo Sérvio da Eslavônia Oriental, Baranja e Sírmia Ocidental
Eslavônia Oriental ou Eslavónia Oriental (em croata: Istočna Slavonija) foi um autoproclamado Oblast Autônomo Sérvio (SAO) no leste da Croácia, estabelecido durante as Guerras Iugoslavas. Foi uma das três SAOs proclamadas no território da Croácia. O oblast incluía partes das regiões geográficas da Eslavônia, Barânia e Sírmia ao longo da seção croata da região de Podunavlje do rio Danúbio.
A entidade foi formada em 25 de junho de 1991, o mesmo dia em que a República Socialista da Croácia decidiu se retirar da Iugoslávia, após o referendo de independência da Croácia, em 1991. Na primeira fase da Guerra de Independência da Croácia, em 1992, o oblast juntou-se à separatista República Sérvia de Krajina (RSK) como um enclave e a única parte da RSK que faz fronteira direta com a Sérvia. Como uma área etnicamente diversa sem maioria predominante, a região experimentou altos níveis de violência interétnica e limpeza com a expulsão da grande maioria dos croatas étnicos e vários outros não-sérvios. Foi ao mesmo tempo uma área de envolvimento de atores externos particularmente pronunciado na iniciação e apoio à rebelião local em comparação com outras partes da Croácia.
Após a queda da porção principal ocidental da RSK em 1995 durante a Operação Tempestade, este enclave permaneceu como a única área na Croácia sob o controle rebelde sérvio. Autoridades locais na Eslavônia Oriental, Baranja e Sírmia Ocidental foram convencidas a assinar o Acordo Erdut em 1995, permitindo a reintegração pacífica facilitada pela Administração Transitória das Nações Unidas para a Eslavônia Oriental, Baranja e Sírmia Ocidental.

## História

### Antecedentes
Ao contrário das partes ocidentais da Croácia nacionalista, o Partido Democrático Sérvio não estava presente a nível local na Croácia oriental antes das eleições parlamentares croatas de 1990, com os sérvios da região a apoiarem fortemente a secção local do SKH-SDP, o que foi crítico para o partido como um todo.
A eleição parlamentar croata de 1990 foi organizada em uma atmosfera de tensões étnicas entre croatas e sérvios. O período eleitoral no município de Vukovar foi marcado por intensa campanha eleitoral em linhas nacionais. Os sérvios estavam bem representados no SKH-SDP, além de sua representação na população total. Nas aldeias ao redor de Vukovar, vários protestos foram organizados contra a ascensão do partido nacionalista em nível nacional, União Democrática Croata (HDZ), seguindo a política de Slobodan Milošević na vizinha Voivodina e Sérvia. O comitê municipal do SKH-SDP protestou contra a retirada da delegação croata do 14.º Congresso da Liga dos Comunistas da Iugoslávia.

## Durante a guerra de Independência da Croácia
Assim como a República Sérvia de Krajina, a Eslavônia Oriental foi criada pelos sérvios em resposta à declaração de independência da Eslovénia e da Croácia em 25 de junho de 1991. No dia 26, seu primeiro presidente, Goran Hadzic, foi nomeado. Logo, a região é incluída a República Sérvia da Krajina até 1995.
Em agosto de 1991, a região caiu sob o ataque do Exército Nacional Iugoslavo (ENI). Os combates resultantes, conhecidos como a Batalha de Vukovar, foram um cerco de três meses que deixou Vukovar a posição fundamentada e da sua população dizimada, incluindo a pior atrocidade da guerra na Croácia, o massacre de Vukovar, quando as unidades paramilitares sérvias executaram mais de 250 civis e prisioneiros feridos.
Partes dos sérvios locais e o controle do ENI se tornaram parte da auto-proclamada República Sérvia da Krajina (RSK) como o Oblast autônomo sérvio da Eslavônia Oriental, Baranja e Syrmia  Ocidental e foi designado pela UNPROFOR, as forças de manutenção da paz, como Setor Leste.
As operações croatas, que recuperaram o resto do território sérvio, realizadas em fronteiras internacionalmente reconhecidas da Croácia, não teve como alvo essas partes da Eslavônia Oriental, que permaneceram sob o controle sérvio até 1995, quando aceitaram pacificamente reintegrar a Croácia pela assinatura do Convénio de Erdut, patrocinado pelas Nações Unidas, que estabeleceu um período transitório durante o qual as forças de paz da UNTAES que iria supervisionar a reintegração pacífica deste território a Croácia. Este processo foi concluído em 1998.

## Ver Também
- República Sérvia da Krajina
- Eslavônia Ocidental
- Convénio de Erdut